# События Мияке
Собы́тия Мия́ке (англ. Miyake events) — феномены земной истории планетарного характера, вследствие которых были отмечены существенные скачки атмосферной концентрации радиоактивного изотопа углерода, в частности, пик в 774 и пик в 993 годах.
Группа японских учёных, анализировавшая методом ускорительной масс-спектрометрии (AMS) активность углерода-14 в древесных кольцах японского кедра, обнаружили резкий скачок активности радиоуглерода в кольцах, которые образовались в 774 и 775 году. Этот рост (1,2 % в год, в 20 раз больше обычных изменений) был настолько высоким, что авторы в статье, опубликованной 14 июня 2012 года в журнале Nature, заявили о невозможности объяснения такого скачка концентрации радиоактивного углерода в атмосфере ни крупной солнечной вспышкой, ни появлением сверхновой. Первой в списке авторов сообщения была указана аспирантка университета Нагои Фуса Мияке (Fusa Miyake). Вскоре такой же скачок в годичных кольцах, относящихся к этому же году, был обнаружен в дубе из Германии, лиственнице с Ямала, сосне из Калифорнии и позже у деревьев из ряда других регионов мира. Дополнительное количество углерода-14, появившееся в результате указанного события, в усреднении по поверхности Земли составило (1,1…1,5) × 108 атомов/см2. По другой информации, общее число атомов углерода-14, возникшее в результате события 774 года, составило (9,6 ± 0,5) × 1026, или в целом около 22 кг, то есть в (3,2 ± 0,2) раза больше, чем в среднем возникает в земной атмосфере за год в обычных условиях.
Физики показали, что скачок такой интенсивности в 774 году всё-таки можно объяснить солнечной вспышкой, только она должна была быть очень сильной. Вспышка должна быть наиболее сильной за последние тысячелетия. Тем не менее, часть учёных полагает, что солнечная активность плохо объясняет события Мияке.
Гляциологами была подтверждена реальность этого события после обнаружения всплеска концентраций космогенных изотопов бериллия 10Be и хлора 36Cl, обнаруженных в антарктических и гренландских ледяных кернах.
В 2013 году появилась ещё одна статья Фусы Мияке с двумя соавторами, в которой сообщалось об обнаружении аналогичного, но чуть меньшего, скачка концентрации углерода-14 в 994 году. Позже произошло уточнение датировки событий: пик углерода-14 в 774 году (июнь-август) и пик углерода-14 в 993 году (февраль-июнь). Количество углерода-14, возникшего в результате события 993 года, оценено в (5,3 ± 0,5) × 1026 атомов (в 1,8 ± 0,2 раза больше их средней генерации за год).
В 774 и 993 годах в хрониках отмечались наблюдения небесных явлений, которые могут быть интерпретированы как полярные сияния в низких широтах (Германия, Ирландия, Корея).
Группами исследователей из США и Китая было обнаружено ещё несколько подобных событий в более далёком прошлом. Все они были объединены под названием событий Мияке.
В 2019 году были опубликованы свидетельства ещё одной огромной солнечной бури примерно в 660 году до н. э., сравнимой с событиями 774/775 и 993 годов. Вероятно, полярное сияние во время этой вспышки было зафиксировано в ассирийских записях.
В 2021 году открыли ещё два события Мияке, они произошли в 7176 и 5259 годах до н. э.
К 2023 году известно как минимум восемь событий Мияке:
- 7176 год до н. э.[8]
- 5480 год до н. э.[8]
- 5410 год до н. э.[8]
- 5259 год до н. э.[8]
- 813—815 годы до н. э.[8]
- 662—664 годы до н. э.[8]
- 774—775 годы. Было использовано, например, при установлении методом дендрохронологии сезона и года начала строительства крепости Пор-Бажин[9].
- 993—994 годы[англ.]. Позволило вычислить, что деревья для строительства дома викингов на Ньюфаундленде были срублены через 28 лет после всплеска: уже в 1021 году викинги были в Новом Свете[8].

Изучается также ещё ряд дат, которые могут быть причислены к событиям Мияке.